# ببغاء ماير
ببغاء ماير (الاسم العلمي:  Poicephalus meyeri)، المعروف أيضا باسم الببغاء البني، هو نوع من أنواع الببغاء ويعتبر موطنه الأصلي في أفريقيا. يمتلك ببغاء ماير ريش أسود، وبطن فيروزي اللون، وردف أزرق، وعلامات صفراء زاهية على المفصل الرسغي للأجنحة. معظم الأنواع الفرعية من هذا الببغاء لها بعض اللون الأصفر في الجزء العلوي من منطقة الرأس أيضًا. وصف (1989 Forshaw) ستة أنواع فرعية من ببغاء ماير - P. meyeri، والتي تختلف عن بعضها البعض في نطاق وأمكنة معيشتها، حجمها وتلوينها، بما في ذلك مدى لون العلامات الصفراء على الرأس والجناحين ولون العلامات الفيروزية الكثيفة على البطن والردف.

## التصنيف وأنواع الببغاء
الأنواع الفرعية الستة هي:
- P. m. meyeri ( Cretzschmar ، 1827) - يتواجد من جنوب التشاد إلى إثيوبيا
- P. m. saturatus ( شارب ، 1901) - أوغندا وغرب كينيا إلى غرب تنزانيا
- P. m. matschiei ( نيومان، 1898) - وسط تنزانيا ومركزها، جنوب شرق الكونغو وزامبيا وشمال مالاوي
- P. m. reichenowi (نيومان، 1898) - من وسط أنغولا إلى جنوب الكونغو
- P. m. damarensis (Neumann، 1898) - شمال ناميبيا، جنوب أنغولا، شمال غرب بوتسوانا
- P. m. transvaalensis (Neumann، 1899) - بوتسوانا، زمبابوي، وشمال جنوب افريقيا

## موئله وتوزيعه
موطن ببغاوات ماير الأصلي هو هضبة الغابات التي تكون في جنوب الصحراء الكبرى في أفريقيا حيث يتواجد هذا الطير في العديد من أنواع الغابات، ويشمل ذلك المومبو وغابات السافانا والمراعي الشجرية، والغابات التي تحدها مسارات مائية، أو أراضي زراعية. تم العثور على هذه الطيور في المناطق الكثيفة العالية لدلتا أوكافانغو في بوتسوانا. يتواجد هذا الطير أيضًا في جنوب ووسط إفريقيا (تشاد، والسودان، وجنوب السودان، وإثيوبيا، والكونغو، وأنغولا، وتنزانيا، وزامبيا، وزيمبابوي، وموزمبيق، وناميبيا).

## السلوك

### التغذية
نظامهم الغذائي في البر يشمل الفاكهة والبذور والمكسرات والتوت والمحاصيل المزروعة. تُفضل بشكل خاص بذور من مختلف الأشجار البقولية المتواجدة في الأحراش الأفريقية، وتشكل طعامها الأساسي في بعض المناطق. على الرغم من أن هذه الطيور تسافر عادة في أزواج أو قطعان صغيرة؛ من الممكن أن يتجمهر ببغاء ماير في مجموعات التي تحوي اعدادا كبيرة؛ ويكون ذلك حينما يكون الطعام وفيرا. في سنوات الجفاف تتجول الببغاوات بحثًا عن الطعام.

### التكاثر
يعشش ببغاء ماير في تجاويف الأشجار. البيض الذي تضعه الأنثى لونه أبيض وعادة ما يكون هناك ثلاثة أو أربعة بيضات في العش. تحتضن الأنثى البيض لمدة 28 يومًا، وتترك الفراخ الصغيرة العش بعد حوالي 60 يومًا من التفقس.

## حالة الحفظ

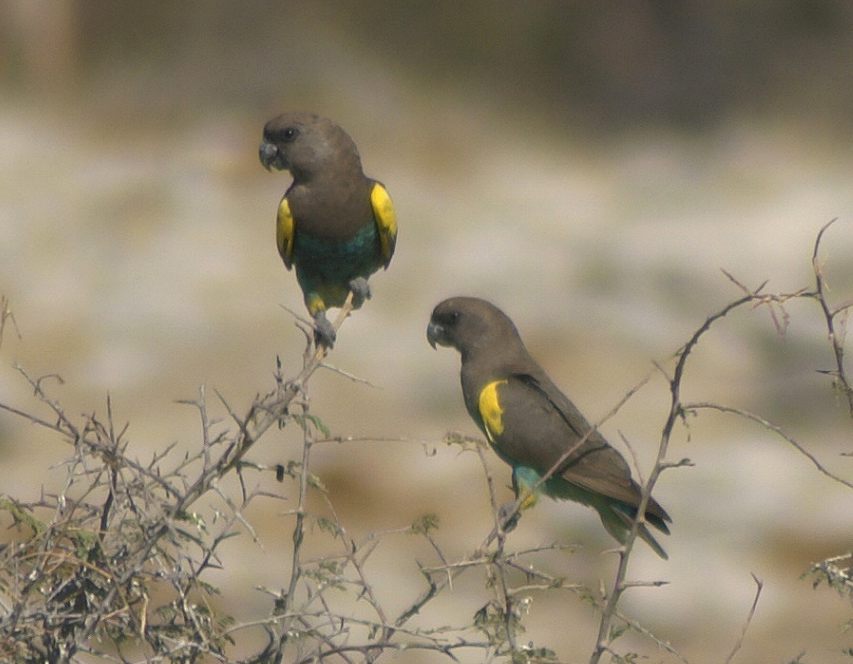
زوج ببغاوات ماير من نوع P.m damarensis في حديقة إيتوشا الوطنية

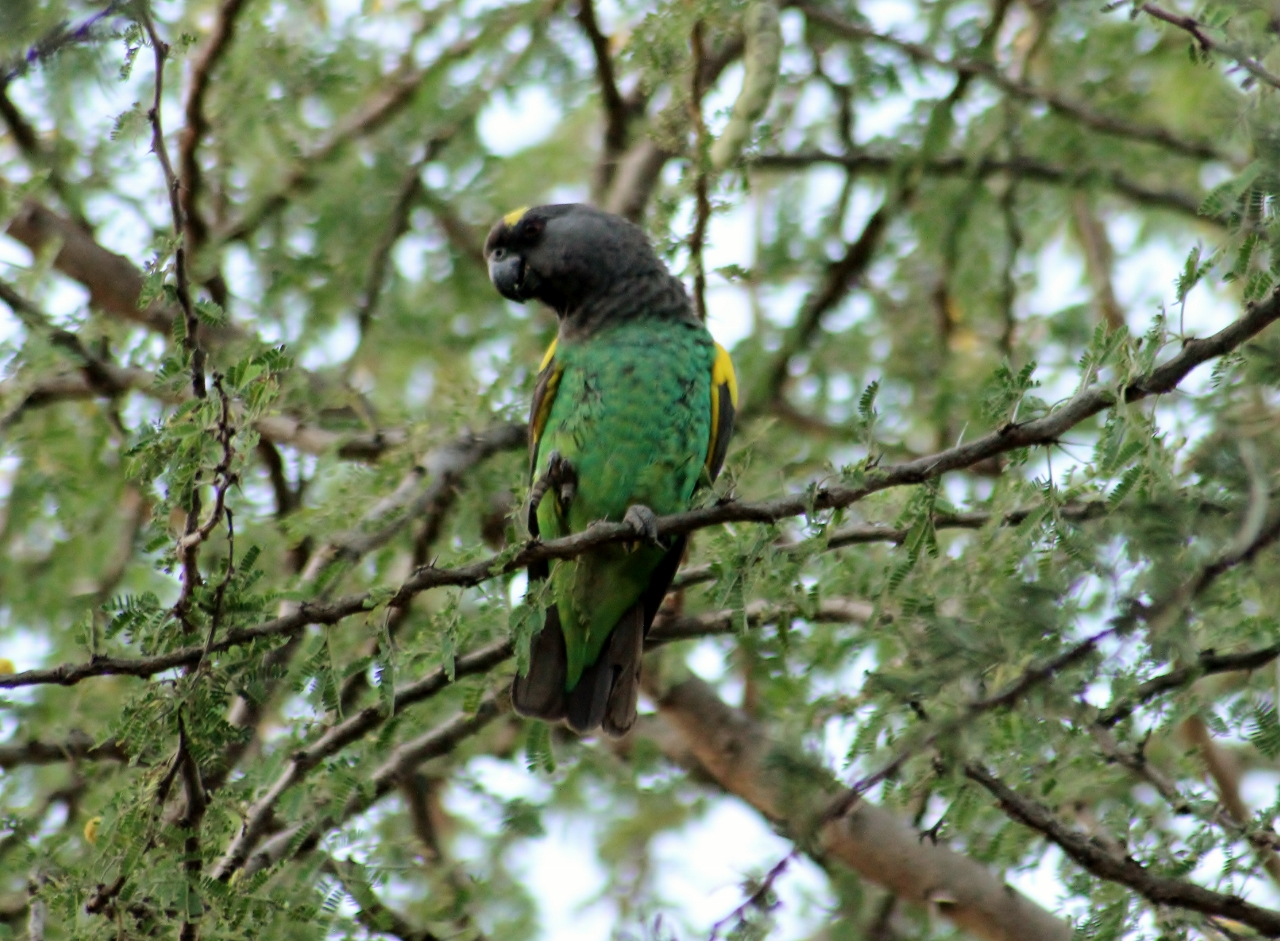
ببغاء ماير من نوع P. m. saturatus في سيرينجيتي

لا تزال ببغاوات ماير شائعة في البرية، على الرغم من أن أعداده انخفضت محليا بعد تدمير الغابات. بشكل عام، لا يزال يُعتبر غير معرض للخطر، نظرًا لمجموعة أعداده الكبيرة، والضغط المحدود من التجارة والصيد، و6،000,000 كم مربع التي تشكل نطاق ومدى معيشته، من غير المرجح أن تواجه هذه الطيور الانقراض في المستقبل القريب. ببغاوات ماير التي تم الحصول عليها بشكل قانوني تعتبر المتجارة بها قانونية أيضا. يتم ذكر ببغاوات ماير في الملحق الثاني من معاهدة التجارة العالمية لأصناف الحيوان والنبات البري المهدد بالانقراض. تشير قائمة الملحق الثاني إلى أنه يمكن أيضًا أخذ الأنواع من البرية وتداولها بأعداد «محدودة».

## تربيتها
تربى عادة ببغاوات ماير لتجارتها كحيوانات أليفة. تعتبر طيور هادئة وصغيرة الحجم نسبيًا وتستطيع أن تتعلم عشرات الكلمات.

## روابط خارجية
- ببغاء ماير - نص الأنواع في أطلس طيور الجنوب الأفريقي .